# Theodor Friedrich
Theodor Friedrich (* 28. Januar 1829 in Maxen; † 28. August 1891 in Dresden; vollständiger Name: Carl Gustav Theodor Friedrich) war ein deutscher Architekt und kommunaler Baubeamter.

## Leben
Theodor Friedrich war im letzten Drittel des 19. Jahrhunderts Stadtbaurat in Dresden. In dieser Zeit verdreifachte sich, im Wesentlichen durch Eingemeindungen, die Einwohnerzahl Dresdens nahezu. Die Bauten Friedrichs waren deshalb vor allem solche zur Sicherung der Infrastruktur: Schulen, Krankenhäuser und Versorgungssysteme für Gas und Wasser standen im Vordergrund. In Dresden war er Mitglied der Freimaurerloge Zum goldenen Apfel.
Friedrich starb 1891, noch im Amt. Sein Nachfolger wurde Edmund Bräter.
1995 wurde eine im Zusammenhang mit der Bebauung westlich der Salbachstraße in Dresden-Tolkewitz entstandene Straße Theodor-Friedrich-Weg benannt.

## Bauten

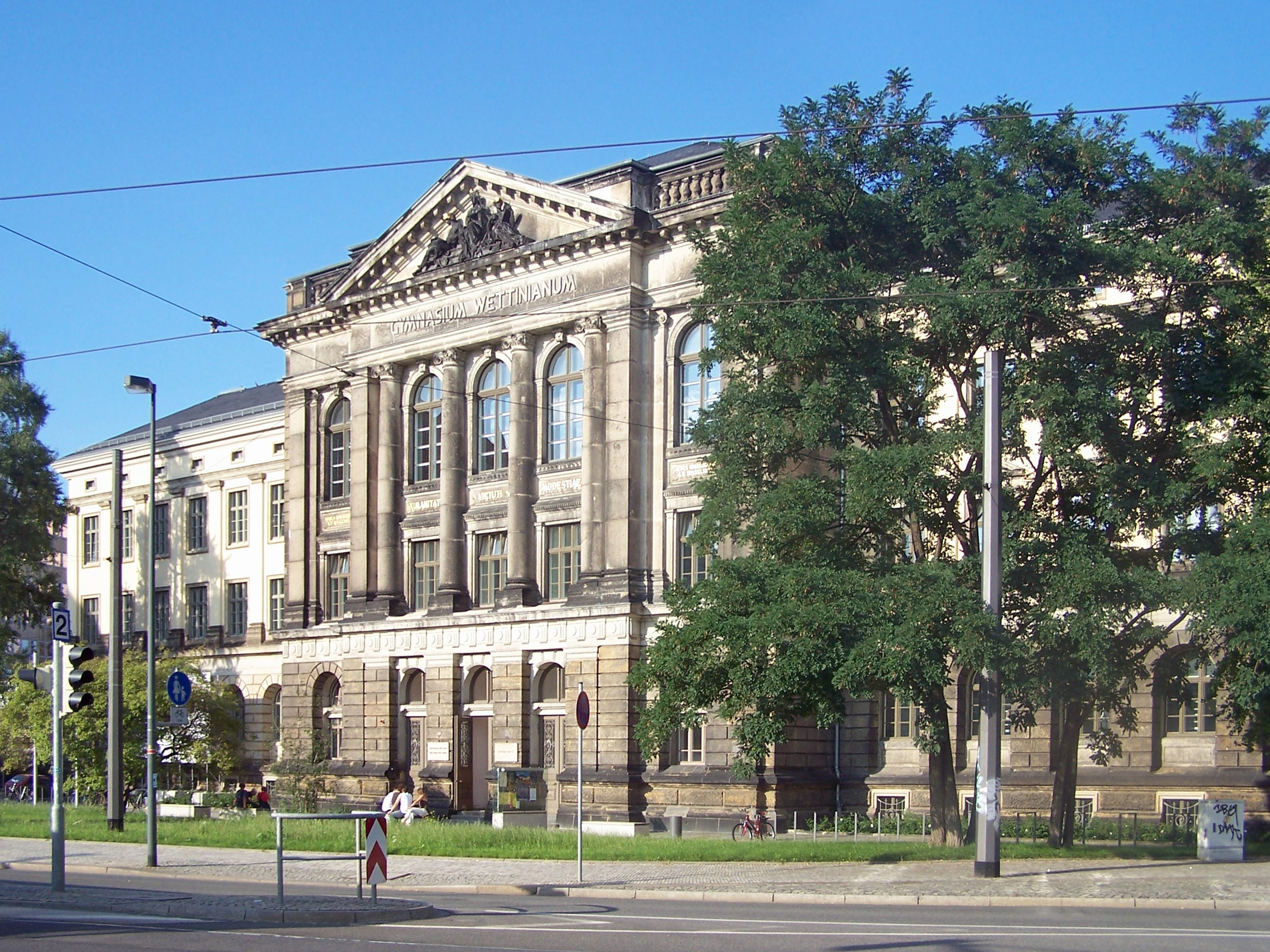
Wettiner Gymnasium, heute Hauptgebäude der Hochschule für Musik Carl Maria von Weber

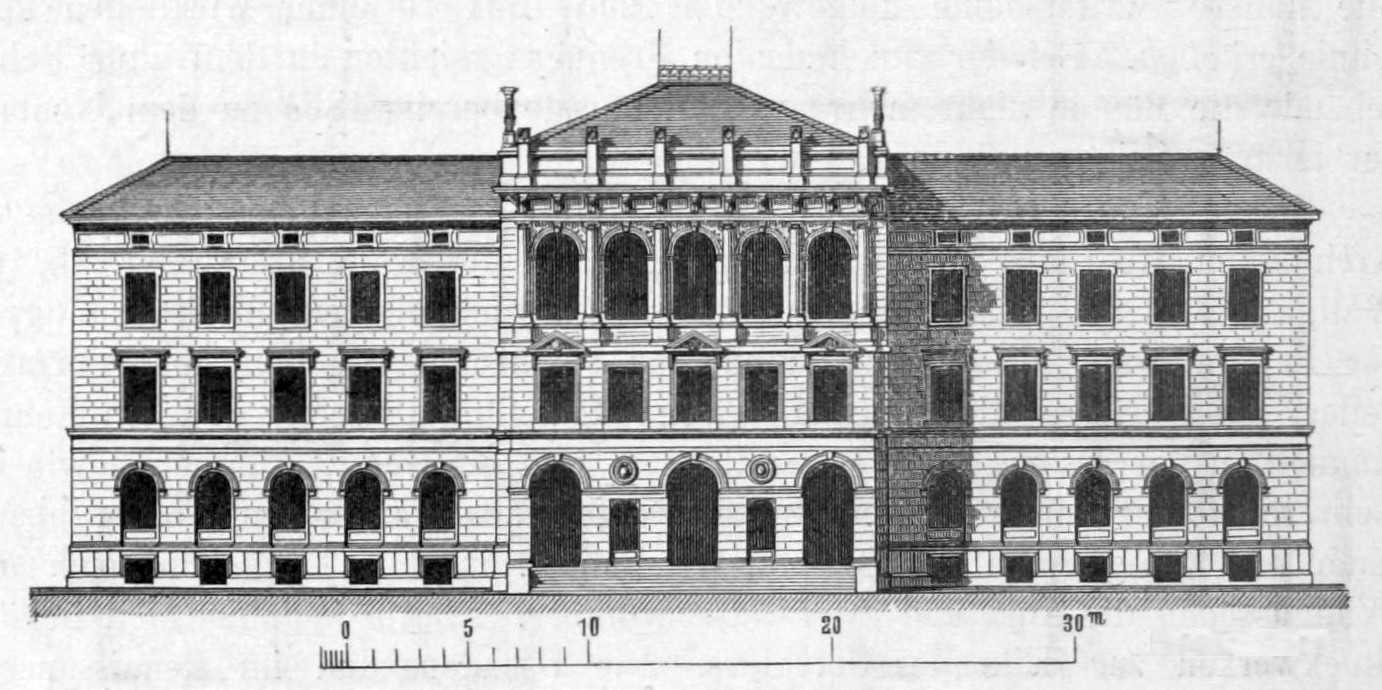
VI. Bürgerschule

- 1869–1870: Schule Ehrlichstraße 1 (heute Berufsschulzentrum für das Gastgewerbe)[3]
- 1870: Annenschule[4]
- 1871: 17. Volksschule, Wachsbleichstraße
- 1871–1875: Wasserwerk Saloppe
- 1878: Carola-Haus des Albertvereins in der Johannstadt (1945 zerstört)[5]
- 1879: Wettiner Gymnasium (heute Hauptbau der Hochschule für Musik Carl Maria von Weber Dresden)
- 1880: Erweiterungsbau des Maternihospitals (1945 zerstört)
- 1887–1891: Zwei Gasometer in Reick (einer davon heute Panometer)
- 1888–1901: Krankenhaus Löbtau[6]